# 수원 이씨
수원 이씨(水原李氏)는 경기도 수원시를 본적으로 하는 한국의 성씨이다.

## 역사
시조 이자송(李子松)은 고려에서 양광(楊廣)과 전라도찰리사(全羅道察理使) 등을 지내고 1362년, 전법판서(典法判書)로서 원나라에 사신으로 가서 홍건적의 평정을 알렸으며 원나라가 고려 공민왕을 폐하고 그의 셋째 아들을 고려의 왕으로 책봉하고 군사를 거느려 고려로가 가게하며 이자송에게 그의 호위를 맡게했지만 이자송은 이를 거절해 그 공으로 고려 조정으로부터 밀직부사(密直副使)와 평양군에 관직을 받았다.
이후 문하시중을 지내며 공산부원군(公山府院君)에 봉해졌다가 사후 수성부원군으로 개봉되었다.